# Фаэлан мак Мурхадо

Ирландия в VIII — первой трети IX века

Фаэлан мак Мурхадо (др.‑ирл. Fáelán mac Murchado; умер в 738) — король Лейнстера (728—738) из рода Уи Дунлайнге.

## Биография

### Ранние годы
Фаэлан был одним из сыновей правителя Лейнстера Мурхада мак Брайна и Конхенн, дочери Келлаха Куаланна. Родовые земли семьи Фаэлана находились в долине реки Лиффи.
После смерти Мурхада мак Брайна, скончавшегося в 727 году, в Лейнстере началась междоусобица, в которую были вовлечены многие местные правители. Брат Фаэлана мак Мурхадо, Дунхад, разбил в сражении при Майстиу (современном Муллагмасте) войско правителя Уи Хеннселайг (Южного Лейнстера) Лайдкнена мак Кона Меллы, который пал на поле боя. Эта победа позволила Дунхаду унаследовать после отца как власть над Уи Дунлайнге, так и титул короля Лейнстера. Тогда же Фаэлан вблизи Байренна (или Инис-Брегайна) разбил войско, возглавлявшееся Этерскелом мак Келлайгом из рода Уи Майл, сыном короля Келлаха Куаланна, и Конгалом мак Брайном. В сражении оба вражеских военачальника погибли. Это первое упоминание о Фаэлане в ирландских анналах.

### Король Лейнстера
В 728 году Фаэлан мак Мурхадо поднял мятеж против короля Дунхада. В сражении при Айленне (в графстве Килдэр) он нанёс поражение войску своего брата и его союзника, короля Осрайге Келлаха мак Фаэлхайра. Правители Лейнстера и Осрайге смогли спастись бегством с поля боя, но уже через неделю король Дунхад скончался от полученных в сражении ран. После этого лейнстерский престол перешёл к Фаэлану. Получение им власти над королевством было скреплено его женитьбой на вдове погибшего брата Тайлефлайт (или Туалат), дочери короля Мунстера Катала мак Фингуйне. Вероятно, брак Фаэлана с Тайлефлайт не получил одобрения со стороны короля Катала, так как тот впоследствии неоднократно вёл военные действия против правителей Лейнстера.
Ослабление в то время влияния Уи Нейллов позволило мунстерскому королю Каталу мак Фингуйне предъявить свои притязания на верховную власть над Лейнстером. В 732 году войско Катала вторглось в южные области Лейнстера, но потерпело поражение от войска, возглавлявшегося королём Уи Хеннселайг Аэдом мак Колггеном. В 735 году при Белах Эйле произошло новое кровопролитное сражение между лейнстерцами и мунстерцами. С обеих сторон было множество погибших, включая союзника мунстерцев, короля Осрайге Келлаха мак Фаэлхайра. Король же Катал едва избежал гибели. Несмотря на это, по свидетельству «Анналов Инишфаллена», победу в сражении одержал правитель Мунстера. Местоположение сражения позволяет предположить, что король Келлах, намеревавшийся использовать в своих целях разногласия между Фаэланом мак Мурхадо и Аэдом мак Колггеном, был инициатором этого вторжения в Лейнстер. В 738 году Катал мак Фингуйне совершил успешный поход в Лейнстер и получил, по свидетельству «Анналов Ульстера», заложников и дань от Фаэлана. В «Анналах Тигернаха» утверждается, что лейнстерским правителем, выплатившим дань королю Каталу, был не Фаэлан, а его брат Бран Бекк. О том, кто из королей Лейнстера покорился правителю Мунстера, из-за противоречивости свидетельств анналов точно не известно, но, скорее всего, это был Фаэлан.
Король Фаэлан мак Мурхадо скончался в том же 738 году. В анналах сообщается, что он умер в «юном возрасте», однако эти сведения являются ошибочными. После смерти Фаэлана власть над Уи Дунлайнге и титул короля Лейнстера перешёл к его брату Брану Бекку и Аэду мак Колггену из рода Уи Хеннселайг, вероятно, правившим совместно.

### Семья
Фаэлан мак Мурхадо был отцом лейнстерского короля Руайдри мак Фаэлайна. Его потомки, известные в средневековье как септ Уа Фаэлайн, владели Нейсом и восточной частью долины реки Лиффи.